# Diomansy Kamara
Diomansy Mehdi Moustapha Kamara (8 de noviembre de 1980) es un exfutbolista senegalés aunque francés de nacimiento. Se desempeñaba como delantero y el Eskişehirspor de la Superliga de Turquía fue su último equipo.

## Selección nacional
Ha sido internacional con la Selección de fútbol de Senegal, ha jugado 49 partidos internacionales y ha anotado 9 goles.

### Participaciones Internacionales
| Torneo                         | Sede   | Resultado    |
| ------------------------------ | ------ | ------------ |
| Copa Africana de Naciones 2004 | Túnez  | 4° de final  |
| Copa Africana de Naciones 2006 | Egipto | Semifinal    |
| Copa Africana de Naciones 2008 | Ghana  | Primera fase |

## Clubes
| Club                 | País       | Año         |
| -------------------- | ---------- | ----------- |
| Red Star Paris       | Francia    | 1998 - 1999 |
| FC Catanzaro         | Italia     | 1999 - 2001 |
| Modena FC            | Italia     | 2001 - 2004 |
| Portsmouth FC        | Inglaterra | 2004 - 2005 |
| West Bromwich Albion | Inglaterra | 2005 - 2007 |
| Fulham FC            | Inglaterra | 2007 - 2010 |
| Celtic FC            | Escocia    | 2010        |
| Leicester City FC    | Inglaterra | 2011        |
| Eskişehirspor        | Turquía    | 2011-2015   |
| NorthEast United     | India      | 2015-2016   |